# Pedrengo

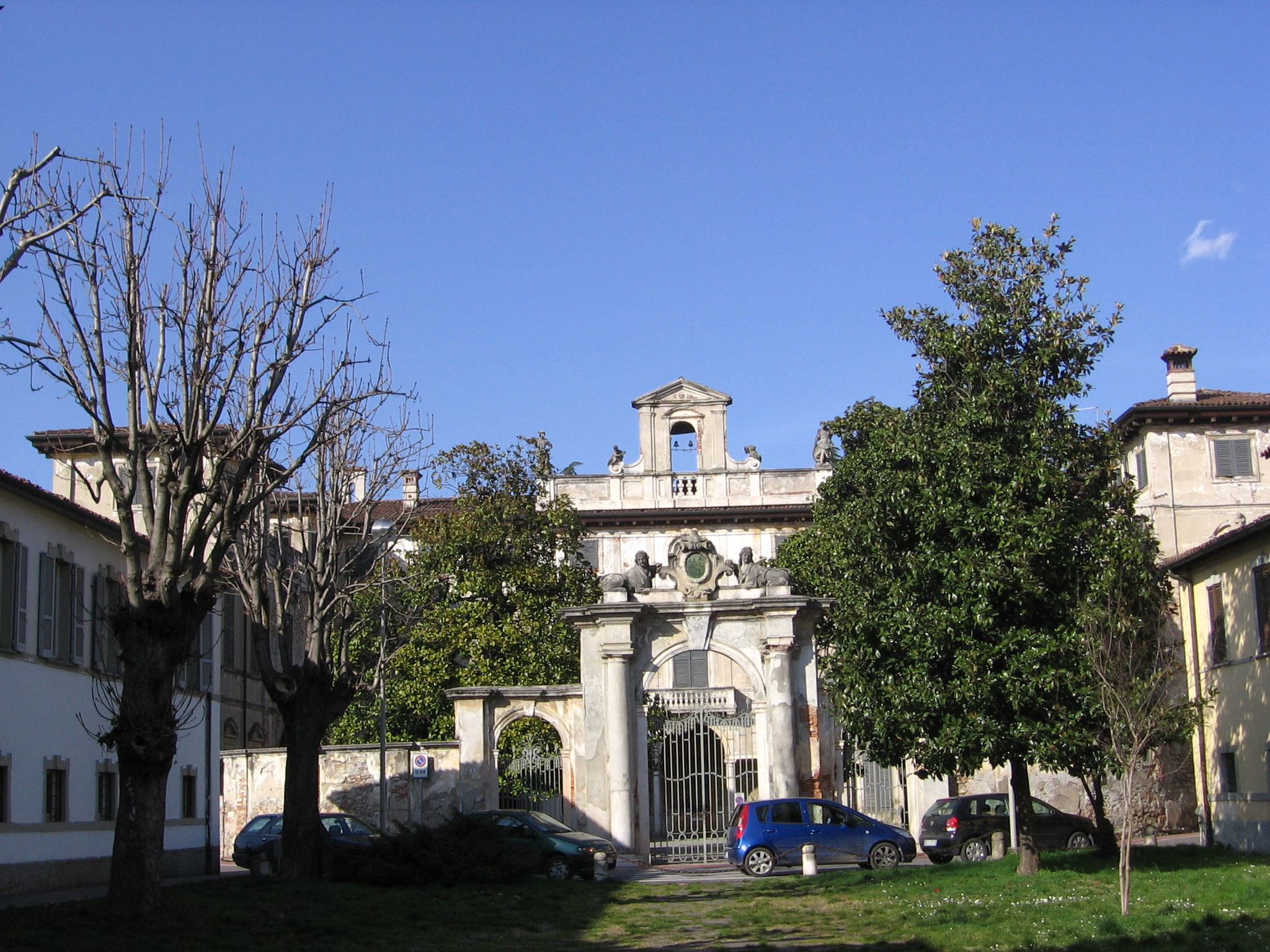
Pedrengo (2007)

Pedrengo ist eine norditalienische Gemeinde (comune) mit 5909 Einwohnern (Stand 31. Dezember 2023) in der Provinz Bergamo in der Lombardei. Die Gemeinde liegt etwa sechs Kilometer östlich von Bergamo am östlichen Ufer des Serio.
Der Ortsname stellt eine Liegenschaftsbezeichnung dar: Pedr- deutet auf eine Person namens Petrus hin, während die Silben -engo langobardische Besitztümer kennzeichnete.